# نيكلوديون
نيكلوديون (بالإنجليزية: Nickelodeon)‏ (المختصرة أحيانًا إلى Nick) هي قناة تلفزيونية أمريكية مدفوعة الأجر مملوكة لشركة باراماونت غلوبل عبر فرع شبكات باراماونت الإعلامية ومجموعة نيكلوديون. تم إطلاق القناة في 1 أبريل 1979، لتكون أول قناة كابلية للأطفال، وتستهدف بشكل أساسي الأطفال والمراهقين الذين تتراوح أعمارهم بين 2 و17 عامًا، بالإضافة إلى جمهور عائلي أوسع من خلال كتل برامجها.
بدأت القناة حياتها كبث تجريبي في 1 ديسمبر 1977 كجزء من كيوب. أُعيد إطلاق القناة، المعروفة الآن باسم نيكلوديون، لجمهور وطني جديد في 1 أبريل 1979، مع عرض برنامج طاحونة هوائية كبرنامج افتتاحي. كانت الشبكة خالية من الإعلانات في البداية وظلت على هذا الحال حتى 1984. في الخريف نفسه، حصلت نيكلوديون على مظهر جديد فيما يتعلق بالبرمجة والصورة، وأدى نجاحها اللاحق إلى بيعها وشبكاتها الشقيقة إم تي في وفي إتش 1 إلى شركة فاياكوم في 1985.
وسعت نيكلوديون امتيازها من خلال العديد من القنوات الشقيقة وكتل البرمجة. تم إطلاق نيك جونيور. ككتلة صباحية موجهة لمرحلة ما قبل المدرسة في 4 يناير 1988، وتم فصلها في النهاية إلى قناة مستقلة في 2009. أُطلقت نيكتونز، التي استندت إلى العلامة التجارية الرائدة للمسلسلات المتحركة الأصلية، كقناة مستقلة في 2002. كانت نوجين، علامة تجارية تعليمية تفاعلية تم إنشاؤها بالشراكة مع سيزامي ووركشوب، موجودة كقناة من 1999 إلى 2009 وكخدمة بث للجوال من 2015 إلى 2024. تم دمج كتلتين موجهتين لجمهور المراهقين، تيننيك من نيكلوديون وThe N من نوجين، لتشكيل قناة تيننيك في 2009.
اعتبارًا من ديسمبر 2023، أصبحت نيكلوديون متاحة لحوالي 70 مليون أسرة تلفزيونية مدفوعة الأجر في الولايات المتحدة، بانخفاض عن ذروتها البالغة 101 مليون أسرة في 2011.

## برامج

### برامج الكرتون
- داني الشبح
- عاملا الخبز 17 فبراير 2014 - أغسطس 2016
- الوحوش ضد الفضائين مارس 2013 - فبراير 2014
- سبونج بوب 1 مايو 1999 - إلى الآن
- بسبسبوبي
- هيا ارنولد
- راجراتس 1991 - 2004
- كابا مايكي
- آفاتار: أسطورة أنج
- آفاتار: أسطورة كورا
- عائلة إكس
- عائلة ثورنبري
- جيمي نيوترون: الفتى العبقري
- عالم الطباشير
- المراهقة الآلية
- حكايات جنجر
- خربشات
- فان بوى وتشام تشام 2009 - 2012
- اولاد كبار
- مرحبا في واين
- منزل لاود
- هارفي بيكس
- غزو الرابيدز
- بيغ غوات بانانا و كريكيت

### برامج المراهقين
- دريك وجوش
- آي كارلي
- ان فابيلوس
- فقط جوردن
- ذا ترووب
- فيكتوريوس
- هنري البطل
- عائلة ثندرمان
- سام وكات
- The Thundermans Returns

### برامج فترة الصغار
- أوبي
- مغامرات دورا
- الحيوانات المدهشة

## وصلات خارجية
- الموقع الرسمي